# Càrnia (regió)

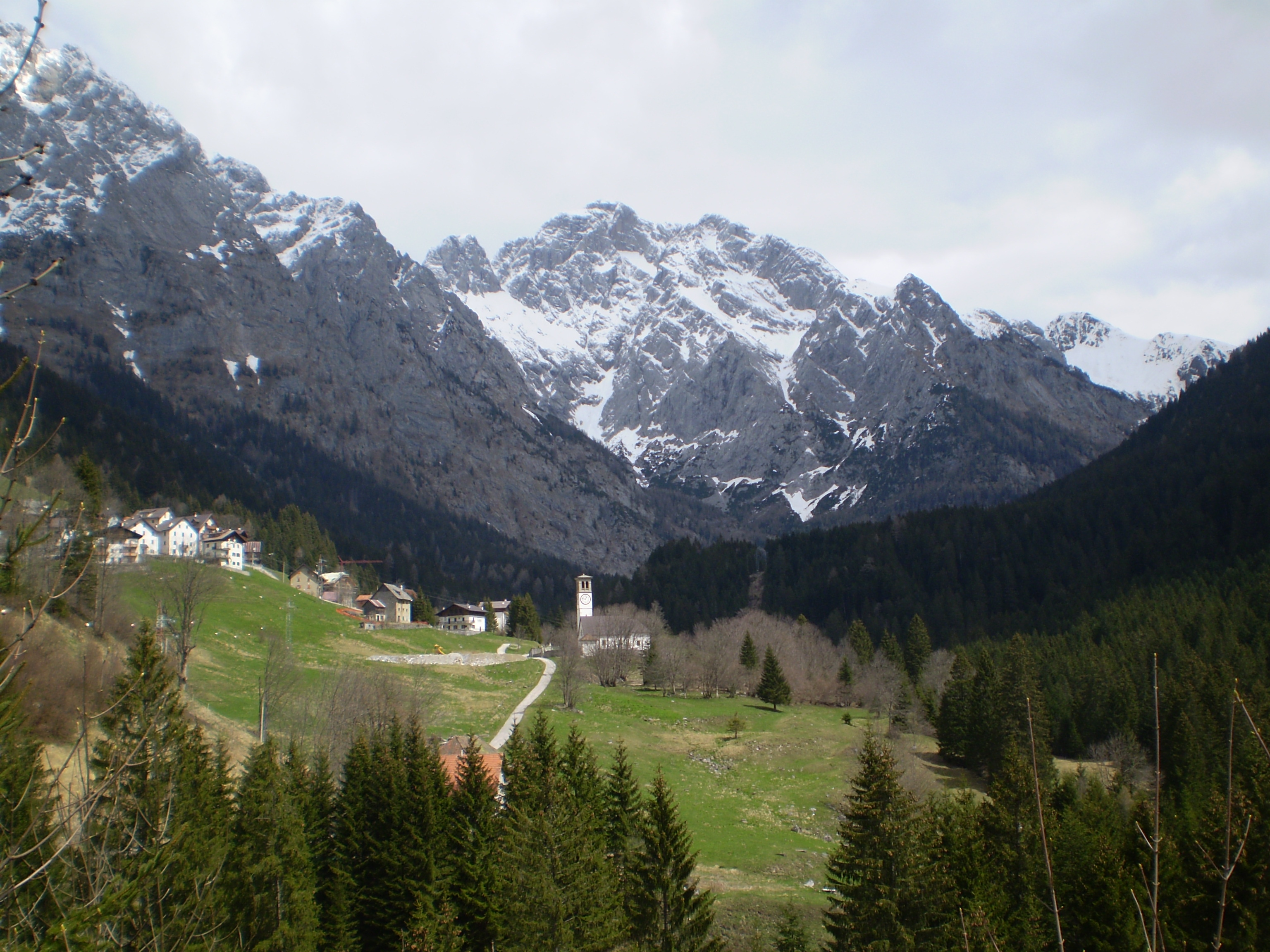
Collina, Forni Avoltri, Càrnia

Càrnia (friülà Cjargne o Cjargna/Cjargno en altres varietats, alemany Karnien) és una regió històrica del Friül, dins la regió de Friül-Venècia Júlia. S'estén per la part occidental i central dels Alps Càrnics a la província d'Udine i per tant, fa frontera amb el Vèneto i l'estat austríac de Caríntia, però no amb Eslovènia. La principal ciutat és Tolmezzo. L'italià és la llengua oficial, però la llengua pròpia de la regió és el friülà. Alhora, també és usat el dialecte austrobavarès (alemany) a Sauris, Paluzza-Timau i Sappada.
Ocupa les següents valls alpines:
- Val Bût (Cjanâl di Sant Pieri)
- Val Degano (Cjanâl di Guart)
- Val Lumiei (Valade dal Lumiei)
- Val Tagliamento (Cjanâl di Soclêf o Petecarie)
- Val Pesarina (Cjanâl Pedarç)
- Val Chiarsò (Cjanâl di Incjaroi)
- Valcalda (Valcjalde o Cjanâl di Monai)

## Geografia
Les principals muntanyes de la regió són:
- Monte Peralba m 2.694
- Monte Cridola m 2.580
- Monte Fleons m 2.507
- Monte Pramaggiore m 2.479
- Monte Bìvera m 2.472
- Monte Volaia m 2.470
- Creta Forata m 2.462
- Monte Siera m 2.443
- Monte Tiarfin m 2.417
- Monte Crostis m 2.252
- Creta di Timau m 2.218
- Monte Sernio m 2.190
- Monte Tinisa m 2.120

## Municipis que comprèn
| Municipi                                          | Habitants (2006) | Superfície (km²) | Fraccions |
| Amaro (Damâr)                                     | 811              | 33,26            | - |
| Ampezzo (Dimpeç)                                  | 1.089            | 73,61            | Oltris, Voltois                                                                                               |
| Arta Terme (Darte)                                | 2.287            | 52,24            | Avosacco, Cabia, Cedarchis, Lovea, Piano d'Arta, Piedim, Rivalpo, Valle                                       |
| Cavazzo Carnico (Cjavaç)                          | 1.108            | 38,69            | Cesclans, Mena, Somplago                                                                                      |
| Cercivento (Çurçuvint)                            | 748              | 15,36            | Cercivento di Sotto, Cercivento di Sopra                                                                      |
| Comeglians (Comelians, loc. Comalians)            | 603              | 19,52            | Calgaretto, Maranzanis, Mieli, Noiaretto, Povolaro, Runchia, Tualis                                           |
| Enemonzo (Denemonç)                               | 1.389            | 23,70            | Colza, Esemon di Sotto, Fresis, Maiaso, Quinis, Tartinis                                                      |
| Forni Avoltri (For di Avoltri, loc. Fôr Davuatri) | 681              | 80,71            | Collina, Collinetta, Frassenetto, Sigilletto                                                                  |
| Forni di Sopra (Fôr Disore)                       | 1.087            | 81,16            | Andrazza, Cella, Vico                                                                                         |
| Forni di Sotto (Fôr Disot)                        | 701              | 93,54            | Tredolo, Baselia, Vico                                                                                        |
| Lauco (Lauc)                                      | 819              | 34,58            | Allegnidis, Avaglio, Buttea, Chiassis, Trava, Vinaio                                                          |
| Ligosullo (Liussûl)                               | 195              | 16,75            | Murzalis |
| Ovaro (Davâr)                                     | 2.126            | 57,88            | Agrons, Cella, Chialina, Clavais, Cludinico, Entrampo, Lenzone, Liariis, Luincis, Luint, Mione, Muina, Ovasta |
| Paluzza (Paluce)                                  | 2.494            | 69,96            | Casteons, Cleulis, Rivo, Timau                                                                                |
| Paularo (Paulâr)                                  | 2.855            | 84,23            | Casaso, Chiaulis, Dierico, Misincinis, Ravinis, Rio, Salino, Trelli, Villafuori, Villamezzo                   |
| Prato Carnico (Prât)                              | 1.007            | 81,48            | Avausa, Croce, Osais, Pesariis, Pieria, Pradumbli, Prico, Sostasio, Truia                                     |
| Preone (Preon)                                    | 297              | 22,51            | - |
| Ravascletto (Ravasclêt, loc. Monai)               | 596              | 26,32            | Salars, Zovello                                                                                               |
| Raveo (Raviei)                                    | 480              | 12,63            | Esemon di Sopra                                                                                               |
| Rigolato (Rigulât)                                | 579              | 30,47            | Givigliana, Gracco, Ludaria, Magnanins, Stalis, Tors, Valpicetto, Vuezzis                                     |
| Sauris (Zahre, en cimbri)                         | 427              | 41,52            | La Màina, Latéis, Sàuris di Sotto, Sàuris di Sopra, Velt                                                      |
| Socchieve (Soclêf)                                | 950              | 65,95            | Caprizzi, Dilignìdis, Feltrone, Lungis, Mediis, Nonta, Priuso, Viaso                                          |
| Sutrio (Sudri)                                    | 1.393            | 21,06            | Nojaris, Priola                                                                                               |
| Treppo Carnico (Trep)                             | 653              | 18,71            | Gleris, Siaio, Tausia, Zenodis                                                                                |
| Verzegnis (loc. Verzegnas)                        | 924              | 38,80            | Chiaicis, Chiaulis, Intissans, Villa                                                                          |
| Villa Santina (Vile)                              | 2.234            | 13,00            | Invillino |
| Zuglio (Zui)                                      | 633              | 8,31             | Fielis, Formeaso, Sezza                                                                                       |
|                                                   |                  |                  | |
| Tolmezzo (Tumieç)                                 | 10.539           | 65,69            | Cadunea, Caneva, Casanova, Cazzaso, Fusea, Illegio, Imponzo, Terzo                                            |
|                                                   |                  |                  | |
| Total                                             | 39.705           | 1.221,64         | 124 |

A aquests 28 municipis, caldria afegir Sappada (Sapade, Plodn en cimbri), actualment a la província de Belluno, i a l'habitatge d'Alesso (Dalès) al municipi de Trasaghis.

## Galeria fotogràfica

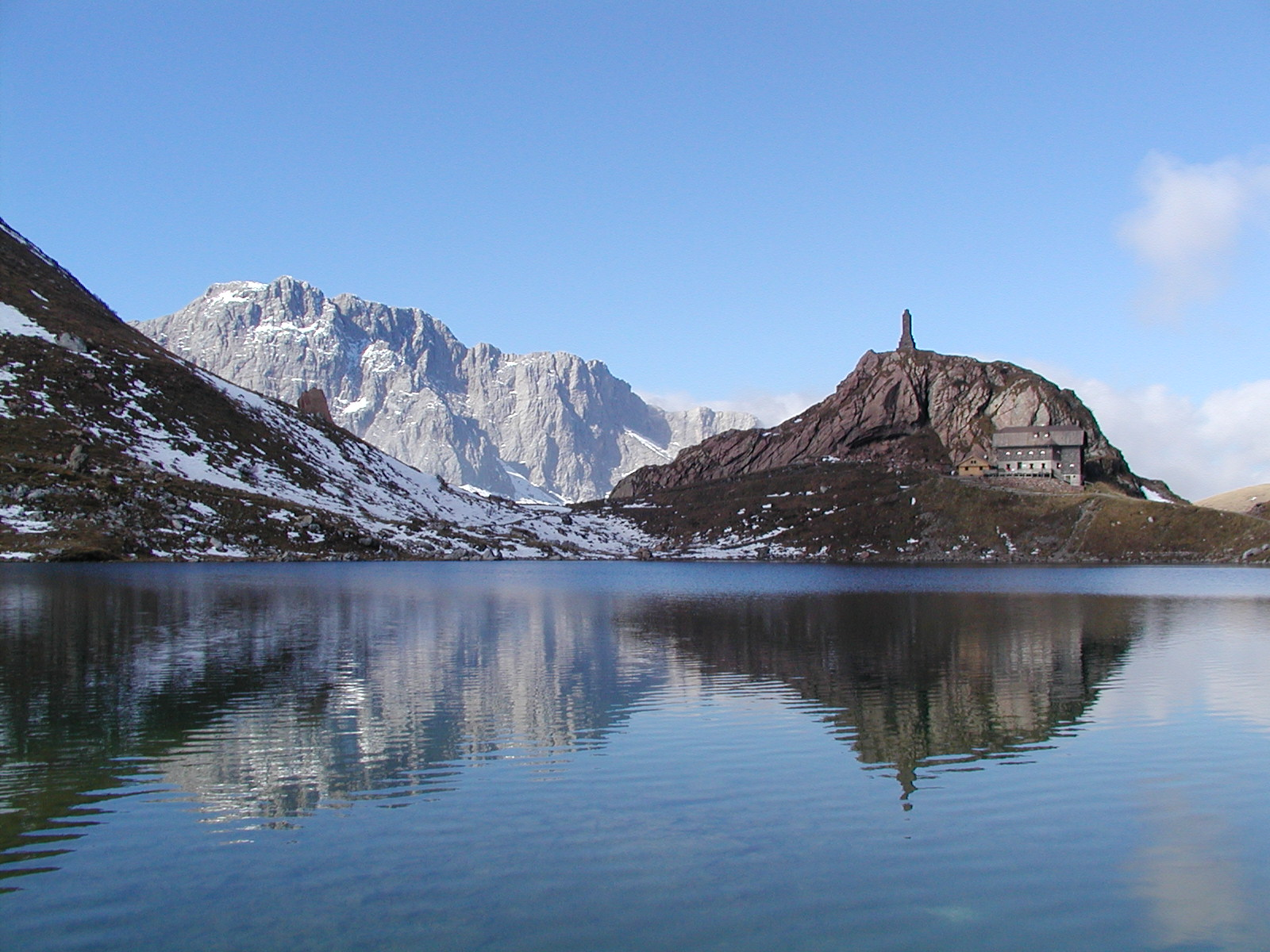
Llac Volaia
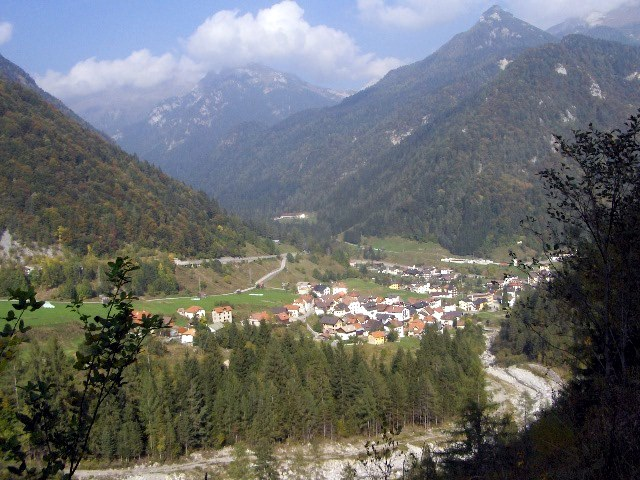
Vista de Forni Avoltri
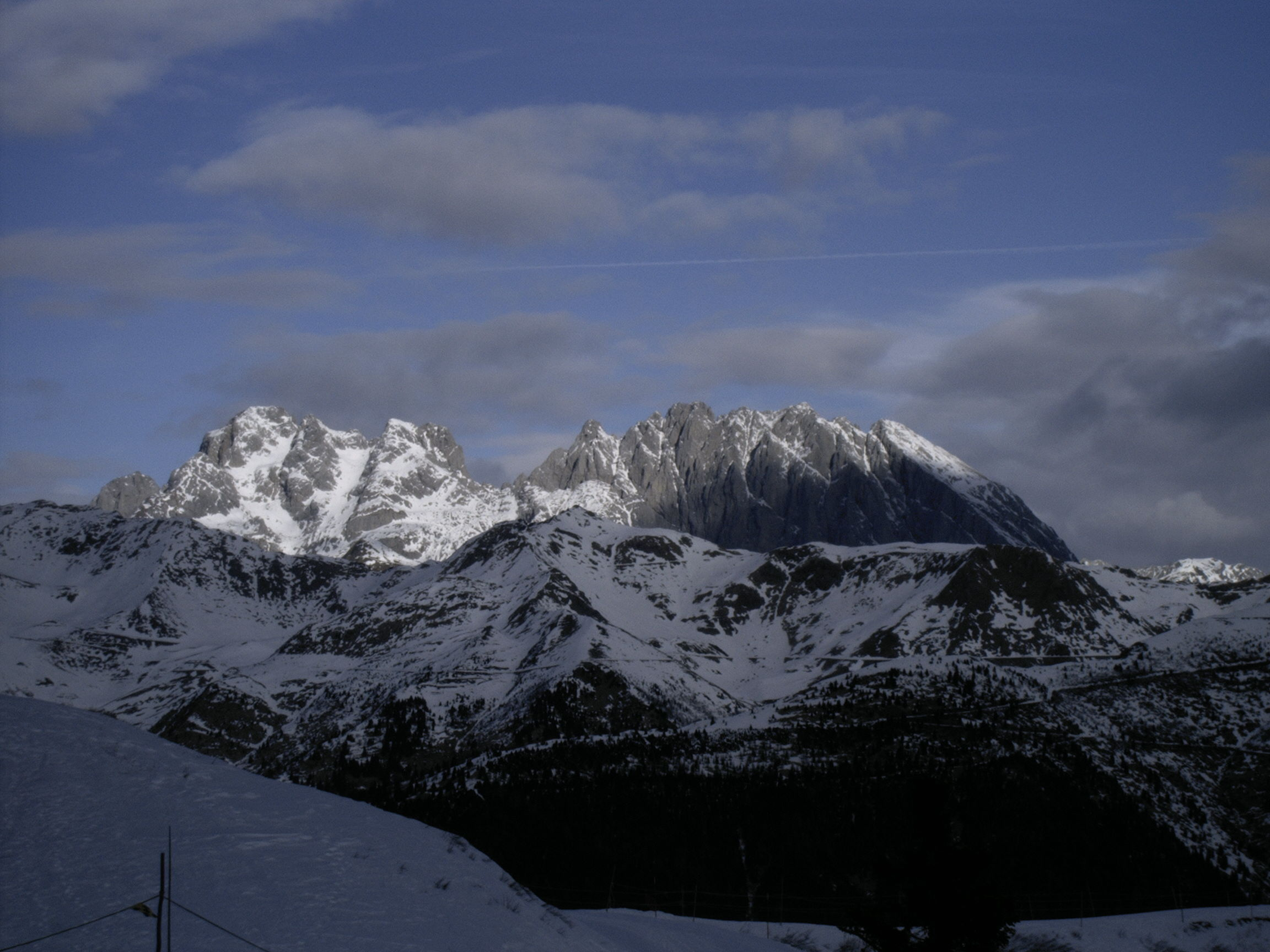
Els Coglians
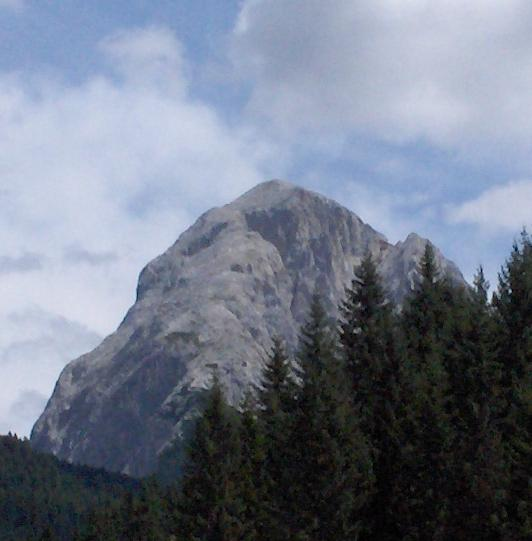
El monte Peralba
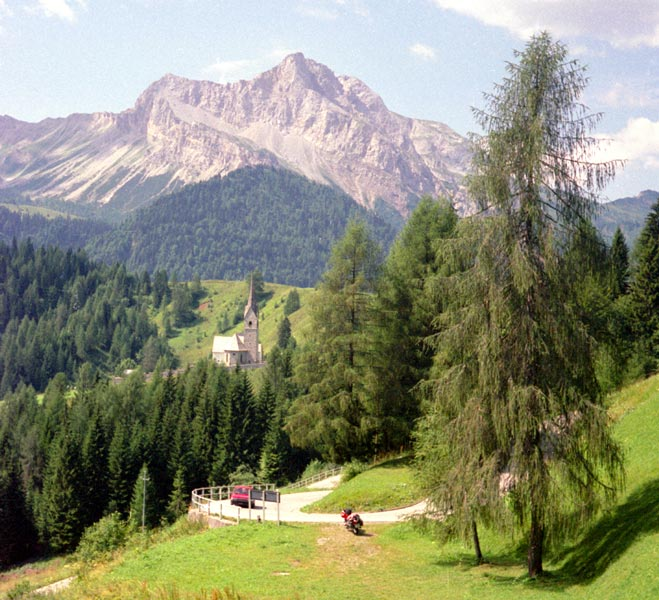
Il Monte Bìvera vora Sauris